# Tetjana Lasarenko
Tetjana Serhijiwna Lasarenko (ukrainisch Тетяна Сергіївна Лазаренко, wiss. Transliteration Tetjana Serhiïvna Lazarenko; * 18. August 2003 in Saporischschja) ist eine ukrainische Beachvolleyballspielerin.

## Karriere

### Karriere Jugend und Junioren
2019 war Lasarenko zum ersten Mal im Sand auf europäischer Ebene am Start. Mit Anhelina Chmil war beim U20-Wettbewerb das Achtelfinale die Endstation. Dies sollte für die beiden die schlechteste Platzierung sowohl bei Europa- als auch bei Welttitelkämpfen im Jugend- und Juniorenbereich bleiben. Eine Saison später wurden die Ukrainerinnen Siegerinnen bei den U18-Wettbewerben. 2021 gewannen sie Bronze bei der U22-EM sowie bei der U19-WM und standen im Viertelfinale bei der U20 im europäischen Turnier. Höhepunkt war jedoch der Titel bei den Weltmeisterschaften der unter Einundzwanzigjährigen. 2022 erkämpften sie eine weitere Bronzemedaille bei der U22- und ein weiteres Gold bei der U20-Europameisterschaft. Zwei Spielzeiten danach erreichten Lasarenko und Sofija Kurnikowa den geteilten fünften Rang bei der europäischen U22.

### Karriere Erwachsene
Schon 2019 starteten die aus der südlichen Ukraine stammende Athletin und Chmil bei der World Tour der FIVB und standen beim Ein-Stern-Event in Tel Aviv im Achtelfinale. Zwei Jahre später gewannen sie den gleichwertigen Wettbewerb in Sofia und sicherten sich Bronze in Budapest, Koropove und Madrid. In der neu geschaffenen World Pro Tour gelangen ihnen 2022 Viertelfinalteilnahmen bei Futures in Madrid, Cervia und Myslovice. Beim Event in Białystok standen sie im Endspiel, das Turnier in Warschau konnten sie für sich entscheiden. Die Europameisterschaften bestritt Lasarenko sieglos mit Ewhenyja Bajewa.
2023 startete die in der sechstgrößten Stadt ihres Heimatlandes geborene Sportlerin zunächst mit Diana Lunina und stand mit ihr im Endspiel des Futures in Madrid sowie auf der obersten Stufe des Podests in Spiez. Noch in der gleichen Saison wechselte die Abwehrspezialistin zu Maryna Hladun und verteidigte mit ihr den im letzten Jahr gewonnenen Titel des Events in Warschau. Eine Spielzeit später erreichten die beiden Bronze bei Futures auf Ios und in Baden sowie Silber in Rakvere. Beim Elite16 in Wien überstanden sie die Qualifikation und gewannen im Hauptwettbewerb einen Satz gegen die Olympiavierten Mariafe / Clancy. Die Europameisterschaft endete für das Duo mit der Niederlage gegen die Weltranglistendritten Stam / Schoon im Achtelfinale, die sie als Gruppensiegerinnen in der Vorrunde noch bezwungen hatten. Im November 2024 hatten Hladun/Lasarenko ihren bisher größten Erfolg beim Challenge-Turniersieg in Chennai. Im Juni 2025 konnten sie diesen Erfolg beim Challenge-Turnier in Stare Jabłonki mit einem Endspielsieg gegen das deutsche Duo Linda Bock und Louisa Lippmann wiederholen. Nach Siegen in der Vorschlussrunde über die Spanierinnen Daniela Álvarez und Tania Moreno sowie im Finale über die Französinnen Clémence Vieira und Aline Chamereau sicherten sich die Ukrainerinnen im August des Jahres den Titel als Europameisterinnen.